# Szarkás megállóhely
Szarkás megállóhely egy megszűnt Bács-Kiskun vármegyei vasúti megállóhely, melyet a MÁV üzemeltetett Kecskemét területén.

## Elhelyezkedése
A megállóhely Kecskemét város Hetényegyháza nevű külvárosa és Kerekegyháza közt létesült, a mai 5218-as út mellett. Névadójától, Kecskemét Szarkás nevű külterületi településrészétől légvonalban is jó 5 kilométernyi távolság választotta el.

## Vasútvonalak
A Hetényegyháza–Kerekegyháza-vasútvonal egyik megállója volt, személyvonat utoljára 1974. december 31-én érintette.

## Kapcsolódó állomások
A megállóhelyhez az alábbi állomások vannak a legközelebb:
- Hetényegyháza alsó megállóhely
- Kerekegyháza alsó megállóhely